# Час пик 3
«Час пик 3» (англ. Rush Hour 3) — кинофильм режиссёра Бретта Ратнера, продолжение фильмов «Час пик» и «Час пик 2».

## Сюжет
Через несколько лет после окончания «Часа пика 2», Джеймс Картер регулирует движение на дорогах Лос-Анджелеса, а Ли — телохранитель своего друга посла Хана, бывшего консула из первого фильма. Но Ли всё ещё зол на Картера из-за инцидента в Нью-Йорке, где Картер выстрелил в шею тогдашней подруге Ли, агенту Секретной службы Изабелле Молине, после чего она бросила Ли.
Во время дискуссии Всемирного криминального суда посол Хан заявляет, что знает личность верхушки Триад. Но затем в Хана стреляет снайпер, и зал впадает в панику. Ли преследует убийцу и догоняет его в тупиковой аллее, но обнаруживает, что убийца — Кендзи, его крёстный брат. Пока Ли сомневается, появляется Картер, но Кендзи убегает в суматохе.
В больнице Ли узнаёт, что пуля не попала в сердце Хана, и он выживет. Появляется дочь Хана, Су Янг, уже взрослая, и требует от Ли и Картера обещания, что они найдут несостоявшегося убийцу, чтобы никто больше не угрожал её отцу. Она также говорит им, что Хан послал ей конверт с важной информацией о триаде, и что этот конверт находится в школе боевых искусств, где она работает. Ли и Картер едут в школу, где дерутся с огромным китайцем, после чего узнают, что группа вооружённых людей уже забрала конверт. Ли и Картер понимают, что Хан и Су Янг в опасности, и возвращаются в больницу.
В больнице они замечают полное отсутствие полиции и охраны. Дочь Хана объясняет, что их всех отозвали. Затем прибывает группа убийц и пытаются убить посла и его дочь. Ли и Картер побеждают их с помощью Су Янг, и пытаются допросить одного из убийц. К удивлению Картера, убийца-азиат разговаривает по-французски. С помощью резидентки-монахини, разговаривающей по-французски, они узнают, что триады хотят убить не только Су Янг и Хана, но и Ли с Картером. Для безопасности Су Янг они везут её во французское посольство и оставляют её на попечение французского посла Рейнарда. После взрыва лимузина, который чуть не убил Рейнарда и Су Янг, Ли и Картер решают лететь в Париж, чтобы узнать, в чём дело.
В Париже они пытаются исследовать логово Триады в джентльменском клубе. Пока Ли дерётся с убийцей Триады, Картер встречается с женщиной по имени Женевьева. Но Триады выгоняют Ли и Картера из клуба. Они возвращаются в гостиницу, где спорят о дружбе Ли и Кендзи, после чего Картер уходит. На улице он замечает Женевьеву и следует за ней до здания театра. В номере гостиницы к Ли приходит Рейнард и говорит, что Хан получил информацию о Триадах от кого-то внутри, который знает, где находится список главарей триад. Этим человеком оказывается Женевьева.
После того, как Ли и Картер обнаруживают её (независимо друг от друга), они спасают её от убийц и убегают в гостиницу. Картер пытается затащить Женевьеву в постель, но на них нападает женщина-убийца, которая раньше пыталась убить Ли. Герои прячутся в доме Жоржа, парижского таксиста, с которым они подружились. Они узнают, что Женевьева не просто знает, где находится список — она и есть список. Имена тринадцати лидеров Триад вытатуированы на её голове. Когда Ли и Картер привозят её к Рейнарду, тот раскрывает, что уже давно работает на Триады. Звонит Кендзи и говорит Ли, что поймал Су Янг и хочет обменять её на Женевьеву.
В месте обмена — кафе «Жюль Верн» в Эйфелевой башне — Кендзи вызывает Ли на дуэль на мечах, и они начинают драться. Картер, переодетый Женевьевой, вступает в драку с помощниками Кендзи. Во время битвы Ли и Кендзи падают с башни на сеть безопасности. Но меч Кендзи режет её, и оба еле держатся за кусок сети. Ли хватает руку Кендзи, чтобы спасти его. Кендзи говорит, что сеть не выдержит двоих, и отпускает руку Ли, падая на землю. В то же время Картер сам побеждает остальных убийц, спасает Су Янг и посылает её на лифте вниз, сразу после чего прибывают другие триадцы. Пытаясь сбежать, Ли и Картер используют французский флаг в качестве парашюта и опускаются на землю. К ним подходит Рейнард, который держит Женевьеву на прицеле. Прежде чем он успевает кого-то убить, его убивает Жорж. Прибывает парижская полиция, и комиссар пытается присвоить заслуги героев себе. Ударив его по лицу, Ли и Картер уходят, танцуя под песню «War», как в первом фильме.

## Съёмочная группа
- Режиссёр: Бретт Ратнер
- Сценарий: Джефф Нэтансон (сценарий), Росс Ла Манна (персонажи)
- Продюсеры: Роджер Бирнбаум, Эндрю З. Дэвис, Джонатан Гликман, Артур М. Саркисян, Джей Стерн
- Исполнительный продюсер: Леон Дадевуа
- Оператор: Дж. Майкл Муро
- Художник: Эд Верро
- Композитор: Лало Шифрин
- Монтаж: Билли Уэбер, Дон Циммерман
- Костюмы: Бетси Хайманн

## В ролях
| Актёр               | Роль                               |
| ------------------- | ---------------------------------- |
| Джеки Чан           | главный инспектор Ли               |
| Крис Такер          | детектив Джеймс Картер             |
| Макс фон Сюдов      | Варден Рейнард                     |
| Хироюки Санада      | Кендзи                             |
| Иван Атталь         | Жорж                               |
| Юки Кудо            | Жасмин                             |
| Ноэми Ленуар        | Женевьева                          |
| Чжан Цзинчу         | Су Янг                             |
| Ци Ма               | посол Солон Хан                    |
| Роман Полански      | комиссар Реви                      |
| Филип Бейкер Холл   | капитан Уильям Дил                 |
| Дана Айви           | сестра Агнес                       |
| Генри О             | Мастер Ю                           |
| Миа Тайлер          | Марша                              |
| Дэвид Нивен-младший | британский министр иностранных дел |
| Сунь Минмин         | кунг-фу гигант                     |
| Жюли Депардьё       | жена Жоржа Полетта                 |
| Сара Шахи           | Зои                                |

## Гонорары
- Джеки Чан — $ 15 000 000 + 15 % от сборов (≈ $ 21 000 000)[4]
- Крис Такер — $ 25 000 000[5]
- Бретт Ратнер — $ 7 500 000[6]